# 国境なき医師団
国境なき医師団（こっきょうなきいしだん、フランス語: Médecins Sans Frontières、略称: MSF）は、1971年にフランスの医師とジャーナリストのグループによって作られた非政府組織（NGO）で、世界最大の国際的緊急医療団体である。国際援助分野における功績によって、1999年にノーベル平和賞を受賞した。

## 歴史

国境なき医師団は、1968年から1970年にかけて赤十字の医療支援活動のために、ナイジェリア内戦中のビアフラに派遣されたフランス人医師たちを中心に設立された。
ビアフラでの活動から戻った彼らは、各国政府の中立的態度や、沈黙を守る赤十字国際委員会の活動に限界を感じ、人道援助およびメディアや政府に対して、議論の喚起を行う組織を作る必要があると考えた。そして全ての人が医療を受ける権利があり、また医療の必要性は、国境よりも重要だという信念に基づき、1971年12月20日に「国境なき医師団」を創設した。
1975年、エチオピアの大干魃と政府の失策による飢餓で、100万人以上が死亡したが、栄養治療を大規模に展開した。
1979年の「ベトナムの船」の活動では、創設者の1人ベルナール・クシュネルがチャーターした船「光の島」号に医師たちだけでなくジャーナリストたちも同乗させ、同国での人権侵害を告発した。この活動があまりに宣伝的ではないかとの論争に発展、クシュネルは国境なき医師団を離れ、新たに「世界の医療団」（Médecins du Monde）を1980年にフランスで設立した。彼はその後同団の活動も離れフランス政界へ転進、2007年5月から2010年11月までフランス外務大臣を務め上げた。なお、「国境なき記者団」のロベール・メナール代表によると、「―記者団」は国境なき医師団関係者がメディアで「第三世界の人々の窮状に関する報道が少ない」と訴え、これを受けたフランスのジャーナリストらに設立されたものであり、クシュネルとメナールは互いに親交を保っている。
1991年、湾岸戦争と内乱で難民となったイラクのクルド人への援助活動を開始した。トルコ、イラン、ヨルダンで物資2000トン、スタッフ150人と、過去最大規模の活動を展開した。
1995年、ボスニア・ヘルツェゴビナの国際連合保護地域がセルビア人勢力の攻撃を受け、多くの人が殺され、強制的に移住させられた。その現場にいた唯一の証言者となった。
1999年、28年間の人道援助活動が評価され、ノーベル平和賞を受賞した。授賞式で、ロシア軍によるチェチェン市民への無差別爆撃の停止を訴えた。
2003年、イラクのバグダッドが米英軍の攻撃を受ける間も現地にとどまり、病院や診療所の支援活動をおこなった。米英政府に対してイラク国民の医療を保証する義務を遂行するよう要求した。
2010年、ハイチの大地震直後から緊急医療活動を開始し、35万人以上を治療した。その後コレラの流行のため50カ所にコレラ治療施設を開設し、1年間で17万人以上を治療した。
2011年、東日本大震災の翌日から、医療の届いていない地域で緊急医療援助を開始した。医療、心理ケア、物資や通院用バスの提供・仮設住宅、医療施設の建設支援をおこなった。
2012年～2015年、シリア、アフガニスタン、イエメンなどで続く内戦に国内外で援助を展開するとともに、民間人や医療施設が攻撃を受ける事態に国際人道法の遵守を呼びかけた。また、ギニア、リベリア、シエラレオネを中心とする7か国で未曾有の感染拡大が起きたエボラ出血熱に対して取り組みを続けた。
2015年10月3日には、アフガニスタン北部のクンドゥズで運営していた病院が、アメリカ空軍による空爆を受け、医師と患者の合計22人が死亡した。国境なき医師団の公式発表によると、すべての紛争当事者に定期的に病院の位置をGPSで伝えていた。また、爆撃が始まった直後に電話で中止を要請したが、それでもなお誤爆が続いた。医療施設への攻撃は戦時国際法に反し、国際人道法の侵害であるとアメリカとアフガニスタンの両政府に抗議。独立した国際機関による真相究明を求めている。さらに、各事務局を通じて全世界で54万通以上の署名を集め、2015年12月9日にホワイトハウスに持参した。クンドゥーズ病院爆撃事件の調査に同意するようにと、アメリカのバラク・オバマ大統領（当時）に改めて求めた。

## 活動
国境なき医師団は、現場に赴く医師や看護師たちを基準にした組織であり、以下のMSF憲章にその特徴が見て取れる。
これらの原則は、組織が困難や改革を克服する際にも、立ち戻るべきポイントをなしている。
国境なき医師団は、貧困地域や第三世界、紛争地域を中心に3万8000人以上の海外派遣スタッフ・現地スタッフが活動している（2014年時点）。災害や紛争に際し、どこよりも早く現地入りする緊急医療援助を得意とし、マラリアのような地域特有の疾病の撲滅や広報にも力を入れている。
チェチェンやコソボ住民のような公式な代表のいない人々に代わり、非人道的行為を国際社会に対し告発している。時には国際連合の手法を非難することもあるが、実際には活動現場で、国際連合や赤十字社や他NGOと連携している。メディアなどを通し、現地で見てきたことを伝える「証言活動」も重要な活動の1つと位置づけている。日本人も多く活躍しており、最初に加盟したのは貫戸朋子であった。

### 日本
国境なき医師団日本が、日本事務局として1992年に設立され、1997年にはMSFのパートナー事務局の1つとして独立組織となった。2002年に、東京都知事による認定特定非営利活動法人の認定を受けている。
海外派遣の他、1995年（平成7年）の兵庫県南部地震（阪神・淡路大震災）、2004年（平成16年）の新潟県中越地震では調査チームを派遣し、被災地での診療や情報収集にあたっている。2011年（平成23年）の東北地方太平洋沖地震（東日本大震災）では、翌3月12日に現地入りし医療救援活動を行っていた。

## 構成
ボランティアと常勤職員で構成されており、活動資金の多くは一般個人・非営利組織・企業・欧米政府からの寄付で賄われている。資金の8割は一般個人からの寄付となっている。活動は5か国のオペレーション支部が担当し、他に14か国のパートナー支部がある。

### オペレーション事務局
活動の運営を担当し実際の医療チームを編成、派遣する。
オランダ、スイス、スペイン、フランス、ベルギー

### パートナー事務局
活動に参加するボランティアを募集、派遣する。広報、募金活動を行う。
アイルランド、アメリカ、アラブ首長国連邦、アルゼンチン、イギリス、イタリア、インド、オーストラリア、オランダ、カナダ、韓国、ギリシャ、スイス、スウェーデン、チェコ、デンマーク、ドイツ、日本、ノルウェー、フランス、ブラジル、ベルギー、香港、南アフリカ共和国、メキシコ、ルクセンブルク、インターナショナル
（日本事務局はフランスのオペレーション事務局のパートナー）

### MSFインターナショナル
事務局間の調整および対外折衝を代表して行う。（スイス）

### 付属組織

#### MSFロジスティック
物資の調達管理を行う。（フランス、ベルギー）

#### エピセンター
疫学研究組織。（フランス）

## 評価
国境なき医師団の活動は広く評価され、多くの賞を受賞している。その中でも著名なものは、1999年のノーベル平和賞受賞である。1996年にはインディラ・ガンディー賞とソウル平和賞、2015年にはメアリー・ウッダード・ラスカー公益事業賞を受賞している。

## 事案
婦女暴行・児童買春・性的嫌がらせ
2018年2月14日、国境なき医師団は、職員が被災地で患者や避難民に対し、性的暴行や児童買春、性的嫌がらせを行っていたことが告発されたことにより、19人を解雇したことを公表した。

## 参加資格
ボランティアとして参加するには、臨床経験・実務経験が必要である。

### 求められる資質と能力
国境なき医師団（MSF）の活動理念への賛同
MSF憲章へ賛同することが求められる。
異文化の環境に適応し、チームの一員として活動する能力
MSFの海外派遣スタッフは共同で生活し、活動を行う。活動が忙しく、生活環境が厳しい地域もあり、プライバシーが確保できない時もあり得る。そのような環境の中で、さまざまな国籍・文化のチームメートと人間関係をうまく築いていく能力が求められる。
指導・管理業務の能力
海外派遣スタッフの職種のほとんどは、現地スタッフの指導・監督業務を伴う。自らの業務を行うだけでなく、適切な指導力も求められる。
ストレスに対処できる能力
援助プログラムの多くは、紛争地域またはその近隣で展開している。厳しい状況の下、援助を必要とする人々も多く、活動地ではさまざまな問題が生じている。海外派遣スタッフは、困難かつ予測のつかない環境の中で、うまく自分のストレスに対処していくことが求められる。
柔軟性
活動地の状況は急変することがあり、それに伴ってチーム編成や各自の業務内容も変える必要がある。現場のニーズに対応した活動を行う、極めて高い柔軟性と適応力が求められる。
語学力
MSFの公用語は英語とフランス語で、いずれかの言語ができることが参加の条件となっている。しかし、スペイン語など公用語以外で活動を行う国・地域もあり、これらの国・地域への派遣は、該当する言語の能力を持っているかどうかが考慮されることがある。いずれの職種においても、少なくとも英語またはフランス語で業務上必要とされるコミュニケーションが支障なくとれることが大切だが、職種によっては、より高い語学レベルが求められる。
独立して働く能力
海外派遣スタッフは一人一人が責任を担う。各自がプロフェッショナルとして、必要最小限の指示のもとで、自分の業務内容を整理し優先順位をつけながら率先して行動していくことが求められる。
自信を持って取り組む姿勢
新しいことに挑戦する姿勢と、今まで直面したことがないような問題に対しても自信を持って解決していく姿勢が求められる。
その他
年齢制限は特に無い。派遣期間は職務および現地の医療・人道援助ニーズによって異なる。また、派遣地によっては生活環境が厳しい地域もあり、十分な体力と環境への適応力が求められる。

### 望ましい経歴、知識
以下の知識や経歴はあれば望ましいが、必須ではない。
開発途上国での経験
国境なき医師団（MSF）のプログラムの大半は開発途上国で展開している。過去に他の非政府組織（NGO）の人道援助活動に参加し、類似した役割で現地活動を行った経験がある場合、その経験はMSFの活動においても大変役立つ。また、カナダやオーストラリアなどの遠隔地で働いた経験、バックパッカーとして途上国を長期旅行した経験も役立つと考えられる。
他言語の知識
派遣地域によっては他の言語の知識も役立つ。（スペイン語、アラビア語、ロシア語、中国語、ポルトガル語など）

### 募集職種
国境なき医師団（MSF）は以下の医療従事者、非医療従事者を募集している。なお、欠員の有無は活動地のニーズによる。

#### 医療従事者
- 医師
  - 内科医、小児科医、産婦人科医
  - 外科医、整形外科医、形成外科医、麻酔科医
  - 精神科医
- コメディカルスタッフ
  - 薬剤師
  - 看護師、手術室看護師
  - 助産師
  - 臨床心理士
  - 臨床検査技師
  - 疫学専門家
  - IEC(Information Education Communication)

#### 非医療従事者
国境なき医師団（MSF）の活動は、医療従事者のみならず非医療従事者の仕事にも支えられている。非医療従事者との連携やサポートなしに医療活動を円滑に実施することは不可能である。非医療従事者は全派遣者の約40%を占めている。
- 非医療スタッフ
  - ロジスティシャン（物資調達管理調整員）
  - アドミニストレーター（財務・人事管理責任者）
  - 水・衛生管理専門家
  - 建築、建設専門家など